# 1998 HH49
1998 HH49 es un asteroide Apolo, un objeto próximo a la Tierra (NEO) y un asteroide potencialmente peligroso (PHA) con un diámetro estimado entre 140 y 320 metros. El cuerpo pasará a una distancia nominal de 1.173.407 km (0,007 UA) de la Tierra, el 17 de octubre de 2023, a las 00:32 UTC.

## Datos de aproximación más cercana
| Fecha/Hora (UTC)             | Distancia mínima a la Tierra | Distancia mínima a la Tierra | Distancia máxima a la Tierra | Distancia máxima a la Tierra | Velocidad relativa (km/s) | Magnitud aparente |
| Fecha/Hora (UTC)             | km                           | UA                           | km                           | UA                           | Velocidad relativa (km/s) | Magnitud aparente |
| ---------------------------- | ---------------------------- | ---------------------------- | ---------------------------- | ---------------------------- | ------------------------- | ----------------- |
| 17 de octubre de 2023, 00:32 | 1.172.935                    | 0,00784                      | 1.173.878                    | 0,00785                      | 14.79                     | 13.06             |

No hay riesgo de un impacto en la Tierra durante el acercamiento a la Tierra en octubre de 2023.

## Próximos acercamientos a la Tierra
| Fecha/Hora (UTC)                      | Distancia mínima a la Tierra | Distancia mínima a la Tierra | Distancia máxima a la Tierra | Distancia máxima a la Tierra | Velocidad relativa (km/s) |
| Fecha/Hora (UTC)                      | km                           | UA                           | km                           | UA                           | Velocidad relativa (km/s) |
| ------------------------------------- | ---------------------------- | ---------------------------- | ---------------------------- | ---------------------------- | ------------------------- |
| 21 de agosto de 2025, 19:41 ± 00:08   | 1.172.935                    | 0,25435                      | 1.173.878                    | 0,25437                      | 11.91                     |
| 15 de junio de 2027, 01:26 ± 00:23    | 38.050.190                   | 0,21145                      | 38.052.705                   | 0,21153                      | 9.94                      |
| 9 de mayo de 2029, 07:06 ± 00:07      | 31.632.734                   | 0,16273                      | 31.643.897                   | 0,16288                      | 18.42                     |
| 23 de abril de 2031, 02:59 ± 00:08    | 24.343.513                   | 0,48918                      | 24.365.857                   | 0,48940                      | 28.43                     |
| 7 de noviembre de 2056, 02:46 ± 00:25 | 12.441.603                   | 0,08317                      | 12.469.700                   | 0,08335                      | 26.42                     |